# Wien Franz-Josefs-Bahnhof
Wien Franz-Josefs-Bahnhof egy ausztriai vasúti fejállomás Bécs 9. kerületében, Alsergrundban.

## Vasútvonalak
Az állomást az alábbi vasútvonalak érintik:
- Ferenc József-vasút

## Kapcsolódó állomások
A vasútállomáshoz az alábbi állomások vannak a legközelebb:
- Wien Spittelau (Gmünd NÖ railway station, St. Pölten Hauptbahnhof, Ferenc József-vasút, S40)

## Forgalom
| Járat | Útvonal | Ütem                                            | Megjegyzés                                                                                        |
| ----- | --- | ----------------------------------------------- | ------------------------------------------------------------------------------------------------- |
| R     | Wien Franz-Josefs-Bahnhof – Wien Spittelau – Wien Heiligenstadt – Klosterneuburg – St.Andrä-Wördern | ≈30                                             | Csak hétfőtől péntekig közlekedik a reggeli és délutáni csúcsidőben az S40-es sűrítése érdekében. |
|       | Wien Franz-Josefs-Bahnhof – Absdorf-Hippersdorf – Sigmundsherberg – Gmünd – České Velenice | ≈60 ( Sigmundsherberg felé) / ≈120 (Gmünd felé) | Csúcsidőben a csúcsforgalom irányában legalább ≈30/~60 percenként                                 |
|       | Wien Franz-Josefs-Bahnhof – Absdorf-Hippersdorf – Krems an der Donau | ≈60 (Krems felé)                                | Csúcsidőben a csúcsforgalom irányában legalább minden ≈30 percben.                                |
| S40   | Wien Franz-Josefs-Bahnhof – Wien Spittelau – Wien Heiligenstadt – Wien Nußdorf – Klosterneuburg-Kierling – Tulln – Tullnerfeld – Herzogenburg – St. Pölten Hbf \|\| ≈30 (Tulln Stadt felé) / ≈60 (St. Pölten felé) \|\| |                                                 |                                                                                                   |

## Megközelítése közösségi közlekedéssel
- Villamos:  5, 33, D
- Éjszakai autóbusz:  N38